# Muzeum Sztuki Współczesnej Herclijja
Muzeum Sztuki Współczesnej Herclijja – muzeum założone w 1965 i poświęcone izraelskiej oraz międzynarodowej sztuce współczesnej. Położone jest w mieście Herclijja w Izraelu.
Każdego roku muzeum przedstawia cztery cykle wystawowe prezentując około pięćdziesięciu prac, które są związane z aktualnymi wydarzeniami społecznymi i politycznymi w Izraelu oraz na świecie. Prace pozwalają spojrzeć na aktualną sytuację z zupełnie innej perspektywy, otwierając drogę do dowolnej interpretacji i odkrywania głębszych znaczeń.